# 首尔地下铁3期
首尔地下铁3期（：／ Samgi jihacheol */?）是首尔地下铁于1993年11月至1998年9月期间规划的地下铁工程，包括有3号线、7号线、9号线和一些广域电铁路线。

## 初期规划
进入1990年代，尽管首尔地下铁2期已经开始修建。但首尔人口仍在快速增长，交通拥堵问题仍然得不到好的解决。因此首尔市政府在1991年4月开始提出了地下铁3期规划的必要性。直到1993年11月，3号线延伸段、9号线和12号线等5条路线的大致走向才有所确定。而在首尔市政府之后的公布中，计划待地下铁3期完成后，首都圈电铁可以承担首尔交通75%的比重（此前计划首尔地下铁2期将承担首尔交通32%的比重）。
然而1995年4月28日，大邱都市铁道在施工期间发生气体爆炸的意外事件。导致地下铁3期的建设计划作出了重新调整，将开工时间推迟到1996年至1998年之间。1996年，9号线的建设地点正式确定。1997年3月，完成了关于9号线的设计方案和施工方案。但因为接近7万亿元的资金不足，于是再度推迟开工，改为1998年3月动工，计划2003年通车。
1997年12月，亚洲金融危机波及韩国，在韩国政府的要求下，IMF开始了对韩国的救济。在这种背景下，1998年6月，时任首尔市长姜德基要求对韩国的地下铁规划作出全面检讨。地下铁3期的动工计划暂停，很多路线的规划也发生了重大变化。最终在1998年9月批准3号线延伸段、9号线开工建设。而11号线部分区段则改为了新盆唐线，其他路线则重新修改变为了首尔轻电铁和广域电铁的其他路线，并作为连接首尔地下铁1期和首尔地下铁2期的支线用途。9号线的建设方式改为BOT模式，并在2001年正式开工建设。3号线的水西站至梧琴站的走向也在2002年正式确定，并最终于2004年开工建设。

## 进一步规划调整
地下铁3期中的10号线规划在2000年重新作出调整，拆分为了新安山线（走向为安山市-始興市-光明站-汝矣岛-首尔站）和面牧线（走向为清凉里洞-面牧洞-新内洞）。11号线则拆分为了新盆唐线和木洞线。12号线则更改为了东北线。

## 路线建设

### 9号线的建设
1991年4月，首尔市政府首次公布首爾地鐵9號線的大致走向：
```
光明市
－
始興市
－
禿山洞
（
朝鲜语
：
）
－
新大方洞
（
朝鲜语
：
）
（於
新大方站
與
2號線
轉乘）－
上道洞
（
朝鲜语
：
）
（於
上道站
與
7號線
轉乘）－
汝矣島
－
楊坪洞
（
朝鲜语
：
）
－
鹽倉洞
（
朝鲜语
：
）
－
加陽洞
－
金浦国际机场
（於
金浦机场站
與
5號線
轉乘）。
```

然而韓國交通部审定后，要求对首尔地下铁2期和首尔地下铁3期的部分路线进行调整。1993年11月，9号线的走向作出了更改：
```
永登浦區
－
汝矣島
－
江南
－
蠶室
（
朝鲜语
：
）
```

路線的更動使得麻谷洞、登村洞、加陽洞、鹽倉洞、汝矣島及鷺梁津洞等地區的公共交通利用率有所提高，但亦有媒体指出地下铁规劃过于偏重江南地区。最終，9号线成為地下铁3期规划中唯一得以保留興建的路线，其中开花站至新論峴站路段于2002年4月开工，并最终在2009年7月24日通车；之后新論峴站至综合运动场站路段则在2015年3月28日通车。

### 9号线的路线投诉[1]
1997年3月，9号线的路段走向計劃将【國會議事堂－汝矣島－鷺梁津】的走向变更为【國會議事堂－汝矣島純福音教會－MBC－汝矣島洞－鷺梁津】，但此一更改計畫將導致9号线無法利用汝矣島站近60米深的車站與5號線共構轉乘，因此很快遭到了市民投诉，市府最終被迫停止更改該段路線走向。
此外，【舊盤浦－新盤浦－高速巴士客運站】路段（經過新盤浦路和沙平大路）也曾計劃要更改路線走向，但也遭到了市民投訴，因而更改走向作罷。
至於9号线經過的奧林匹克公寓區域，居民擔心地鐵經過後會導致城內川旁的房屋地基下沉，影響居住，因而不讓9号线經過此處。為此9号线的走向修改，不再和7号线南城站共構。此外該區域施工也改為新奧工法，從而達到減小施工噪音的效果。
2003年，國會議事堂站至汝矣島路段走向再度微調，為防止地鐵運行對使用了近30年的国会议事堂建築造成影響。國會議員希望要求將路線移動50-60米修建，但由於更改後的施工影響道路車輛通行，因而廣遭市民批評。
黑石站至中央大學的走向亦因經過中央大學，導致學校擔心會對學校教學、實驗等造成影響。因而對黑石站的位置作出了調整。

### 3号线延伸段
首尔地铁3号线曾因1998年9月的地下鐵3期規劃調整而取消相關延伸計劃，然而在2001年進行了初步的可行性研究后，延伸線計劃通過了批准。延長路段為【水西站－可樂市場站－警察醫院站－梧琴站】，共計3公里長。其中的水西站與水仁·盆唐線共用车站，可樂市場站與8號線节点换乘，梧琴站則與5號線节点换乘。2004年延伸線開工，在2010年2月18日通車。此路段的開通，極大的改變了江南區和松坡區的交通格局。

### 7号线延伸段
7号线的延長路段溫水站至富平區廳站於2012年10月27日開通。而京畿道的楊州市、抱川市的自治團體則希望7号线能夠延伸到這些地區。

### 其他規劃路線
- 首爾輕電鐵牛耳新設線
- 榛接線
- 河南線
- 別內線

## 已廢止規劃的路線

### 首爾地鐵10號線
1993年規劃的10號線全長35公里，連接始興市、禿山洞、長安區，此外還連接了清涼里洞、永登浦區、汝矣島。在1997年3月京釜高速鐵道首爾段開工後，首爾市中心區域走向確定為為首爾站-延禧洞-国民大学前-清涼里洞。
目前該路線在廢止規劃后，拆分為新安山線和面牧线。而联络两大铁路车站的路段则继承给了首都圈广域急行铁路。

### 首爾地鐵11號線
1993年規劃的11號線的走向為良才洞-江南大路-首爾市政廳-南加佐洞-木洞-新月洞。在1997年3月京釜高速鐵道首爾段開工後，更改走向經過龍山站和首爾站。
目前該路線在廢止規劃后，拆分為新盆唐線和木洞线。

### 首爾地鐵12號線
1993年規劃的12號線全長9公里，走向為往十里-樊洞。可在往十里站與2號線、5號線、京義·中央線、水仁·盆唐線等路線進行換乘。
目前該路線在廢止規劃后，改為東北線。

## 换乘预留情况
地铁2期工程期间与不少车站直接预先兴建了部分结构，以改善换乘条件（目前首尔地铁系统的换乘条件大多极差）。惟因3期地铁大幅变化，预留结构的走向也各不相同。

### 已启用的预留结构
其中，先行开通的线路将于站名后的括号内标注。
- 江南区厅站（7）：原定换乘12号线，现已改由盆唐线使用。
- 可乐市场站（8）/梧琴站（5）：3号线延长线已建设。
- 金浦机场站（机场）/石村站（8）/汝矣岛站（5）/奥林匹克公园站（5）：9号线已建设。
- 宣靖陵站（9/12）：本站两线统一设计，同步施工，惟12号线站体最终改由盆唐线使用。
- 新论岘站（9）/论岘站（7）：原定换乘11号线，现已改由新盆唐线使用。（新论岘站仅预留站台间换乘通道）

### 正在施工的换乘结构
- 孔德站（5/6/机场/京义中央）：原定换乘10号线，现已改由新安山线使用，正在建造中。
- 高丽大学站（6）：原定换乘12号线，现已改由轻轨东北线使用，正在建造中。

### 无法确定是否能被使用的预留
- 上凤站（7/京义中央）：原定换乘10号线，现时已计划将使用本预留结构，但具体结果未定。
- 麻浦区厅站（6）：原定换乘11号线，现时本站有新线讨论，如果最终确定经过本站，此结构将被使用。
- 新堂站（2/6）：原定换乘10号线，新安山线有延伸讨论，如果确定复建市区段，则本结构有使用可能。

### 放弃预留
- 国会议事堂站（9）/四佳亭站（7）/永登浦市场站（5）：原定换乘10号线。
- 绿沙坪站（6）/西大门站（5）/新木洞站（9）：原定换乘11号线。

## 外部連結
- 서울도시기반시설본부
- (주)서울메트로 9호선 （页面存档备份，存于）
- 서울메트로 （页面存档备份，存于）
- 서울특별시 도시철도공사
- 인천교통공사